# Y Fenni (formaggio)
L'Y Fenni è un formaggio gallese; si tratta di un cheddar a cui nella preparazione vengono aggiunti semi di senape e birra ale. Viene poi ricoperto con uno strato di cera giallo pallido e fatto maturare per tre mesi. Se - in luogo della cera gialla - viene usata della cera rossa, il formaggio prende il nome di Red Dragon, con riferimento alla bandiera del Galles.
Prende il nome dalla città gallese di Abergavenny (Y Fenni in lingua gallese).